# Sawtell
Sawtell är en ort i Australien. Den ligger i kommunen Coffs Harbour och delstaten New South Wales, i den sydöstra delen av landet, omkring 430 kilometer nordost om delstatshuvudstaden Sydney.
Närmaste större samhälle är Coffs Harbour, nära Sawtell. Genomsnittlig årsnederbörd är 1 716 millimeter. Den regnigaste månaden är januari, med i genomsnitt 287 mm nederbörd, och den torraste är oktober, med 24 mm nederbörd.